# Глушин
Глушин (укр. Глушин) — село в Бродовской городской общине Золочевского района Львовской области Украины.
Население составляет 276 человек. Занимает площадь 1,529 км². Почтовый индекс — 80640. Телефонный код — 3266.